# Orde van de Heilige Magdalena
De Orde van de Heilige Magdalena was een door de Bretonse edelman Jean Themal in 1614 gestichte ridderorde die het beëindigen van de duels en tweegevechten tussen edellieden als doel had. De orde vond weinig aanhangers in een tijd waarin van een edelman verwacht werd dat hij met geweld zijn eer zou verdedigen en deze, met het verwijt laf te zijn, verloor wanneer hij niet duelleerde. De met tweegevechten verdedigde eer bleef tot in de 19e eeuw een aspect van de adellijke zelfbeeld.
Ackermann schrijft dat Jean Themal zich teleurgesteld in een klooster terugtrok en kluizenaar werd en vermeldt de Orde als een historische orde van Frankrijk.